# Contea di Mombasa
La contea di Mombasa è una della 47 contee del Kenya, situata nell'ex provincia Costiera.